# Гарсия, Лилиан
Лилиан Аннетт Гарсия (род. 19 августа 1966 года, Мадрид, Испания) — испано-американская певица и ринг-анонсер, работавшая в World Wrestling Federation (WWE). Во время своего первого пребывания в WWE, она стала первой Дивой WWE, которая находилась в промоушене в течение десяти лет.

## Биография
Лилиан Гарсия родилась 19 августа 1966 года в Мадриде, Испания. Здесь она провела первые восемь лет своей жизни по причине занятости отца, который работал в американском посольстве. Находясь в Испании, она получала образование на американской военной базе, вследствие чего её часто называли "ребенком военнослужащих". По возвращении в Соединённые Штаты, Гарсия окончила Irmo High School в городе Колумбия, штат Южная Каролина. Своё обучение она продолжила в Университете Южной Каролины, который окончила с отличием.
Участвуя в конкурсе красоты Мисс Южная Каролина, Гарсия попала в десятку финалисток. В Колумбии в начале 90-х гг. Гарсия вместе с Чаком Финли стала ведущей популярного утреннего шоу "YES 97" на радиостанции WYYS. Она была виджеем в Атланте, штат Джорджия, где также выступала на послеобеденном радиошоу. Помимо этого, в Колумбии Лилиан Гарсия работала в качестве ведущей караоке в ночном клубе Nitelites в Embassy Suites Hotel, а затем и в West Columbia Ramada.

## Карьера певицы
Лилиан Гарсия начала петь, когда ещё была совсем ребёнком и жила в Мадриде. Там в возрасте 5 лет она вместе со своей сестрой принимала участие в различных песенных конкурсах. В подростковом возрасте, когда семья Лилиан переехала в Колумбию, она стала петь с группами в клубах по всему штату; её мама была для неё настоящим другом и компаньонкой, поэтому зачастую Лилиан достаточно легко проходила всевозможные кастинги. Так она появилась в фильме "Modern Love" 1990 года в качестве певицы.
В дополнение к её обязанностям с WWE, с 14 февраля 2000 года до её отъезда 21 сентября 2009 года Гарсия неизменно пела национальный гимн Соединённых Штатов Америки перед большинством записей WWE Monday Night Raw. Председатель WWE Винс Макмэн просил её спеть песню America the Beautiful на Рестлмании 2000 и Рестлмании 21, тем самым она присоединилась к известному списку таких легендарных артистов, как Арета Франклин, Рэй Чарльз, Риба Макинтайр, Глэдис Найт и Вилли Нельсон. В отличие от остальных исполнителей, Лилиан Гарсия, как и Арета Франклин, является певицей, которая спела песню на открытии Рестлмании более одного раза.